# لریکی
لریکی (به ایتالیایی: Lerici) یک کومونه در ایتالیا است که در استان لا اسپتزیا واقع شده‌است.

## خصوصیات
لریکی ۱۵ کیلومترمربع مساحت و ۱۰٬۱۱۳ نفر جمعیت دارد و ۰ متر بالاتر از سطح دریا واقع شده‌است.

## خواهرخوانده
شهر درو، فرانسه خواهرخواندهٔ لریکی هست.